# Bougy
Das uradelige Geschlecht Révérend de Bougy stammt aus Bougy (Calvados) in der Normandie und ist normannischen Ursprungs. Am 1. April 1407 unterzeichnet ein Königlicher Notar Révérend mit sechs Kollegen eine Anordnung König Karls VI. von Frankreich. Die Herrschaft Bougy mit Schloss und allen Liegenschaften ging im XV. Jahrhundert an die Seigneurs Révérend de Bougy über.
Die calvinistische Stammlinie emigrierte 1685 nach der Aufhebung des Edikts von Nantes nach Holland und führte fortan den Namen Bougy, auch Bougi, Bougie, Bougis, Bogie, Bougij, Bougies, Bougé, Bouget und Bougey geschrieben.

## Herkunft
Der Name tauchte im Laufe der Zeit in stark abweichenden Schreibweisen wie (de) Bougy, Bougie, Bogie, Bougé, Bougis, (de) Bouget, (de) Bougey, Baugie, Baugi, Baugis, Baugy, Boughet, Bouggy, Bongé, Bussche oder Bousschij auf. Zu finden sind heute Träger dieses Namens in Belgien, Deutschland, Frankreich, Großbritannien, Kanada, Luxemburg, den Niederlanden, der Schweiz und den USA.

## Persönlichkeiten aus der Familie Bougy
- Alfred de Bougy (1814–1871), französischer Poet und Autor
- Jean de Bougy (1617–1658), (le Reverend), Generalleutnant unter Louis XIV.
- Raphaël Bougy (1617–1658), französischer Cellist (Violoncellist), Musiker
- Simon Bougis (1630–1714), Benediktinermönch, Abt und Generaloberer der Kongregation von Saint-Maur
- Marie-Victoire Bougy (1776–1827), Mutter der französischen Opernsängerin Laure Cinti-Damoreau (1801–1863)
- Persönlichkeiten mit der Schreibweise Bougie bzw. Bouget siehe unter Bougie und Bouget

## Orte
- Bougy (Calvados), eine Gemeinde im Département Calvados, Frankreich
- Bougy-lez-Neuville, eine Gemeinde im Département Loiret, Frankreich
- Bougy-Villars, eine Gemeinde im Kanton Waadt, Schweiz
- Signal de Bougy, ein Aussichtspunkt bei Bougy-Villars
- die Stadt Bougie in Algerien siehe unter Bejaia

## Gebäude
- Bougy St Martin, ein Schloss